# Nico Johnson
Nico Johnson (Andalusia, 19 giugno 1990) è un giocatore di football americano statunitense che gioca nel ruolo di linebacker per i Cincinnati Bengals della National Football League (NFL). Fu scelto nel corso del quarto giro (99º assoluto) del Draft NFL 2013 dai Kansas City Chiefs. Al college ha giocato a football all’Università dell'Alabama, vincendo tre campionati NCAA.

## Carriera professionistica

### Kansas City Chiefs
Johnson fu scelto nel corso del quarto giro del Draft 2013 dai Kansas City Chiefs. Debuttò come professionista nella settimana 4 contro i New York Giants. La sua stagione da rookie si concluse con 7 tackle in 6 presenze, di cui una come titolare.

### Cincinnati Bengals
Il 17 ottobre 2014, Johnson firmò con i Cincinnati Bengals, chiudendo la sua seconda stagione con 15 tackle in 11 presenze, tutte con la nuova squadra.

## Statistiche
| Partite totali      | 17 |
| Partite da titolare | 3  |
| Tackle              | 22 |
| Sack                | 0  |
| Intercetti          | 0  |

Statistiche aggiornate alla stagione 2014